# 15-Krone-5
[15]Krone-5 ist eine chemische Verbindung aus der Gruppe der Kronenether.

## Gewinnung und Darstellung
[15]Krone-5 kann durch eine Vielzahl von Verfahren hergestellt werden. So zum Beispiel durch eine modifizierte Williamson-Ether-Synthese oder durch zyklische Oligomerisierung von Ethylenoxid in Gegenwart von gasförmigem Bortrifluorid.

## Eigenschaften
[15]Krone-5 ist eine farblose klare Flüssigkeit. Die Verbindung bindet selektiv Natrium-Ionen, da diese sehr gut in die freie Mitte der Verbindung passen.

## Verwendung
[15]Krone-5 wird zur Herstellung von Komplexverbindungen auf Basis von 15-Krone-5 verwendet.